# Schönbach (Niederösterreich)
Schönbach ist eine Marktgemeinde mit 738 Einwohnern (Stand 1. Jänner 2025) im Bezirk Zwettl in Niederösterreich.

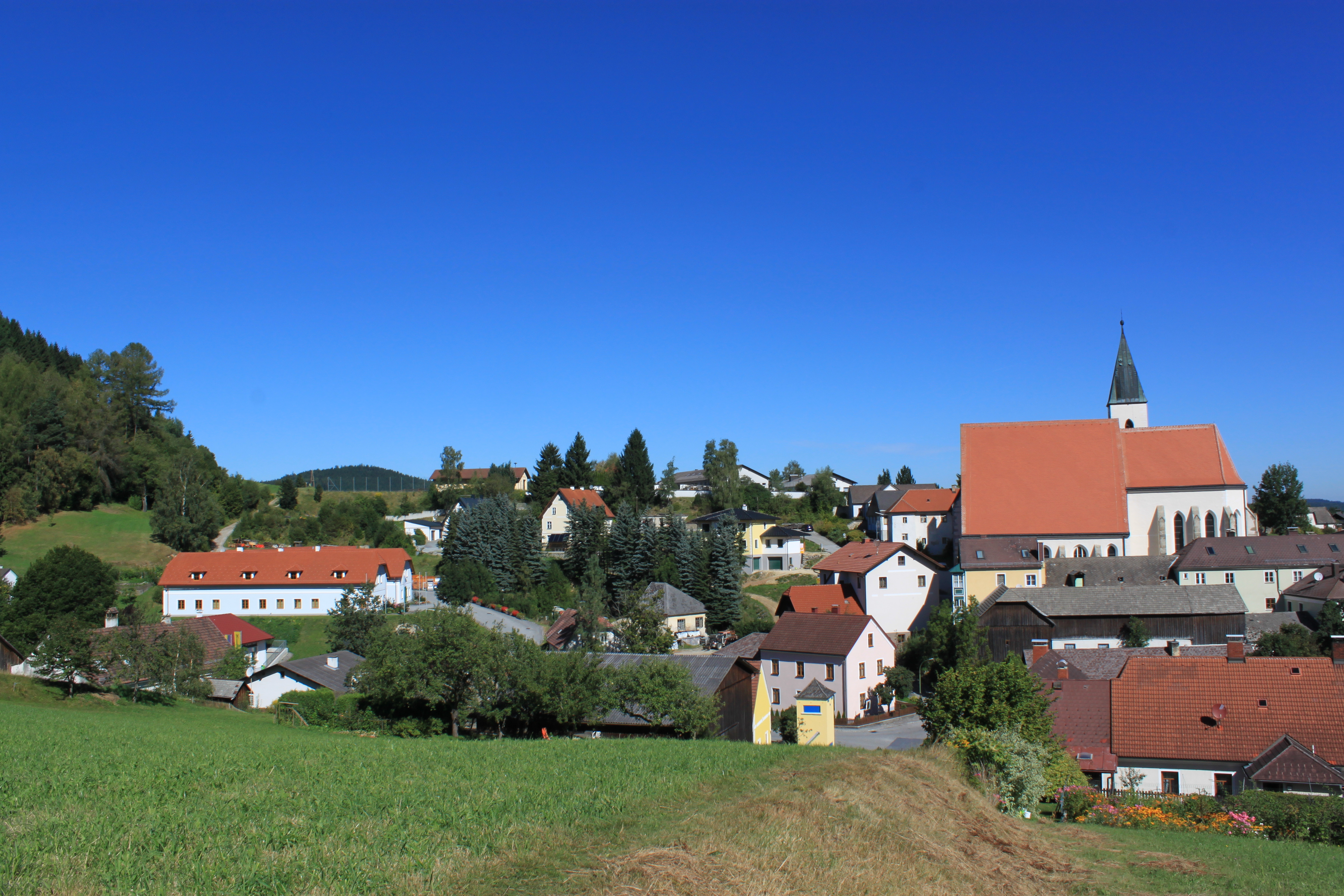
Blick auf den Ort Schönbach

## Geografie

### Geografische Lage
Schönbach liegt im Waldviertel in Niederösterreich. Die Entwässerung erfolgt über den Kleinen Kamp. Der tiefste Punkt der Gemeinde im Nordosten liegt 650 Meter über dem Meer, die höchste Erhebung ist der Münzenberg (923 m).
Die Fläche der Marktgemeinde umfasst 34,66 Quadratkilometer. Davon sind 59 Prozent bewaldet, 36 Prozent sind landwirtschaftliche Nutzfläche.

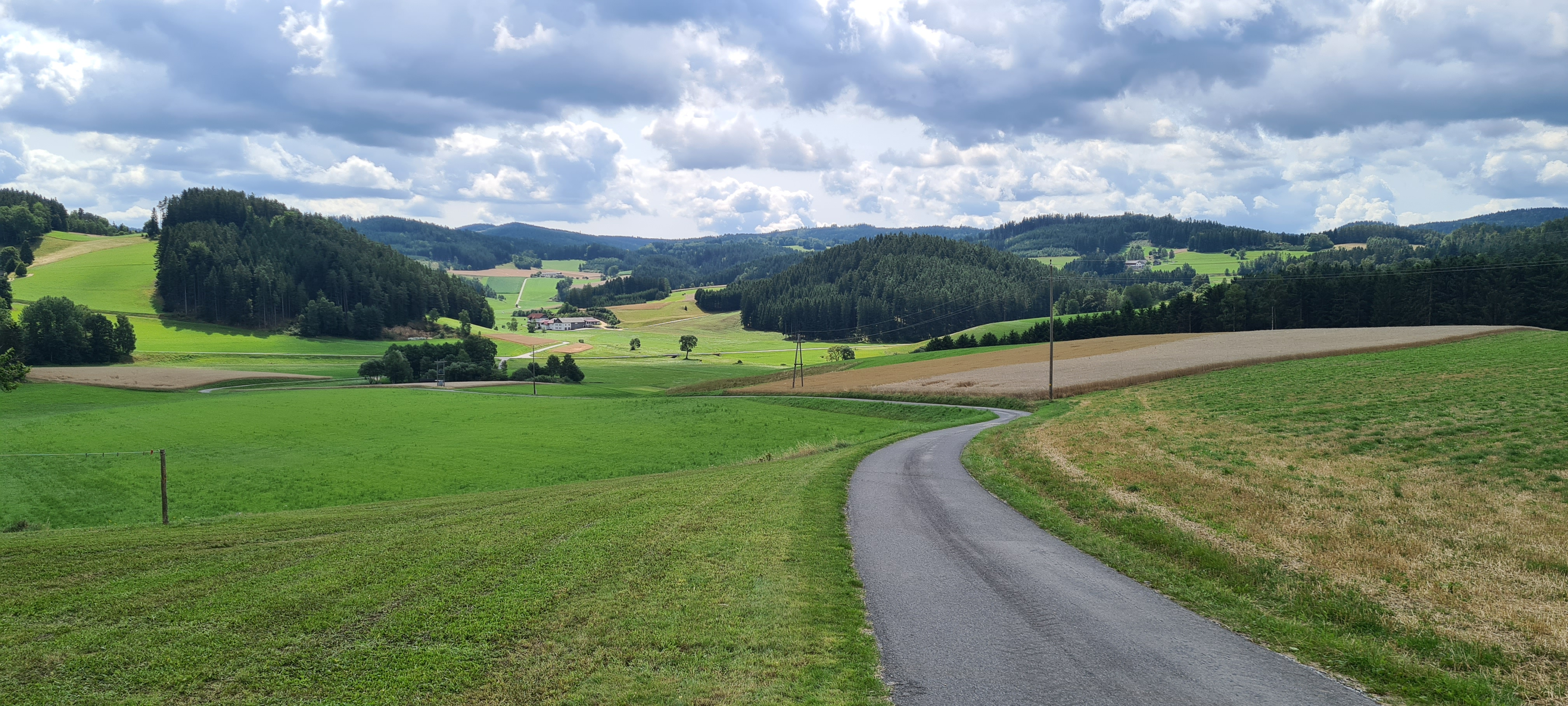
Blick in das Tal des Edelbachs vom Wolfshof aus gesehen

### Gemeindegliederung
Das Gemeindegebiet umfasst folgende 10 Ortschaften (in Klammern Einwohnerzahl Stand 1. Jänner 2025):
- Aschen (52)
- Dorfstadt (91)
- Fichtenhöfen (17)
- Grub im Thale (14)
- Klein-Siegharts (47)
- Lengau (24)
- Lichtenau (33)
- Lohn (152)
- Pernthon (68)
- Schönbach (240)

Die Gemeinde besteht aus den Katastralgemeinden Aschen, Bernton, Dorfstadt, Lohn und Schönbach.
Zum Ortsgebiet von Schönbach selbst zählen auch die Streusiedlung Waid sowie die Einzellagen Reitzenorth und Zollnhof.

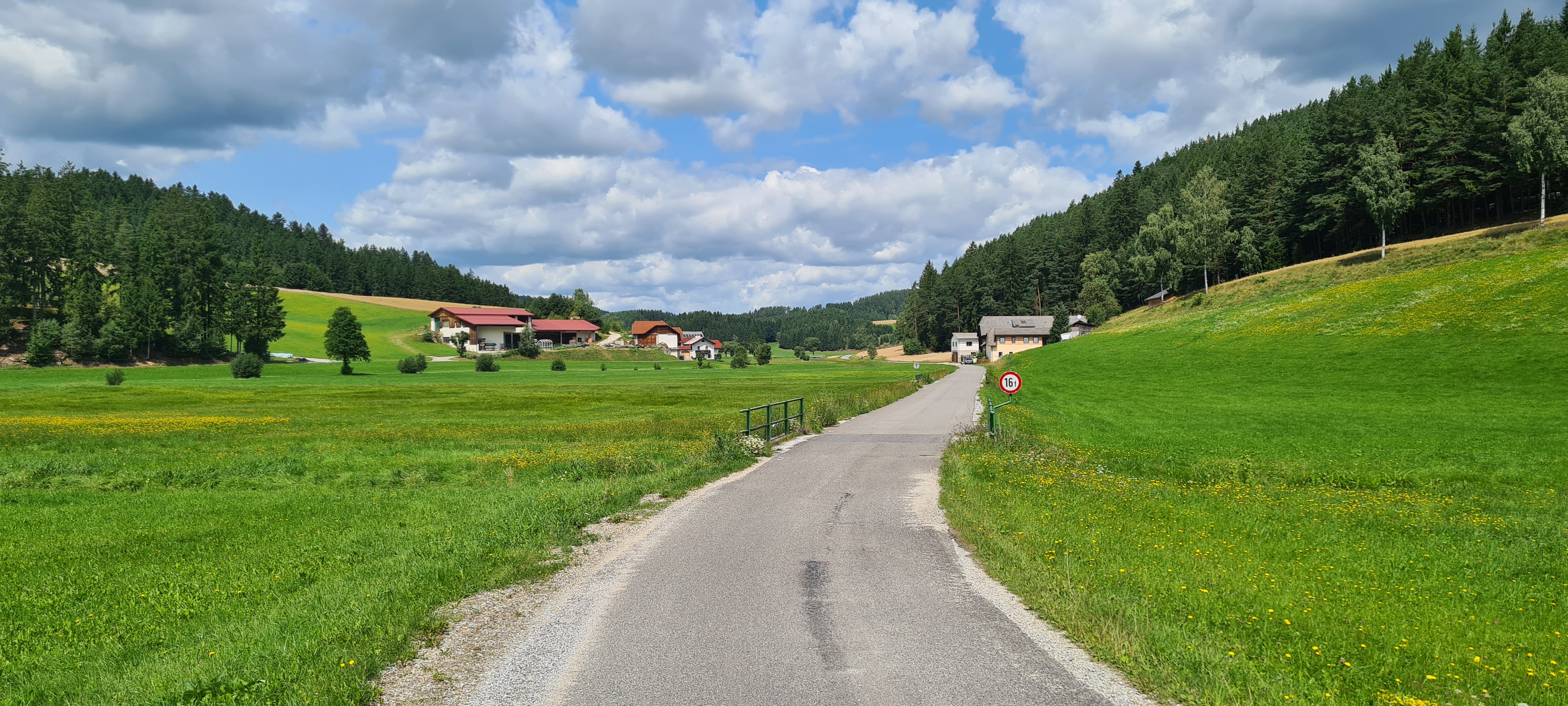
Blick auf den Gaunitzhof (rechts) und den Edelhof (links) im Verlauf des Edelbachs

### Nachbargemeinden
| Arbesbach | Rappottenstein                              | Grafenschlag   |
| Altmelon  | Kompassrose, die auf Nachbargemeinden zeigt | Bad Traunstein |
|           | Bärnkopf                                    |                |

## Geschichte
Schönbach wurde 1351 urkundlich als Markt genannt und gehörte seit dem 14. Jahrhundert zur Herrschaft Rappottenstein. Es war seit dem 15. Jahrhundert wegen der Gnadenstatue Maria-Rast ein beliebter Wallfahrtsort, an den Wallfahrten nahmen auch Kaiser Leopold I. und Eleonore Magdalena teil. 1698 wurde ein Kloster der Hieronymitaner gegründet, das unter Josef II. nicht aufgehoben wurde, aber 1828 ausgestorben ist.

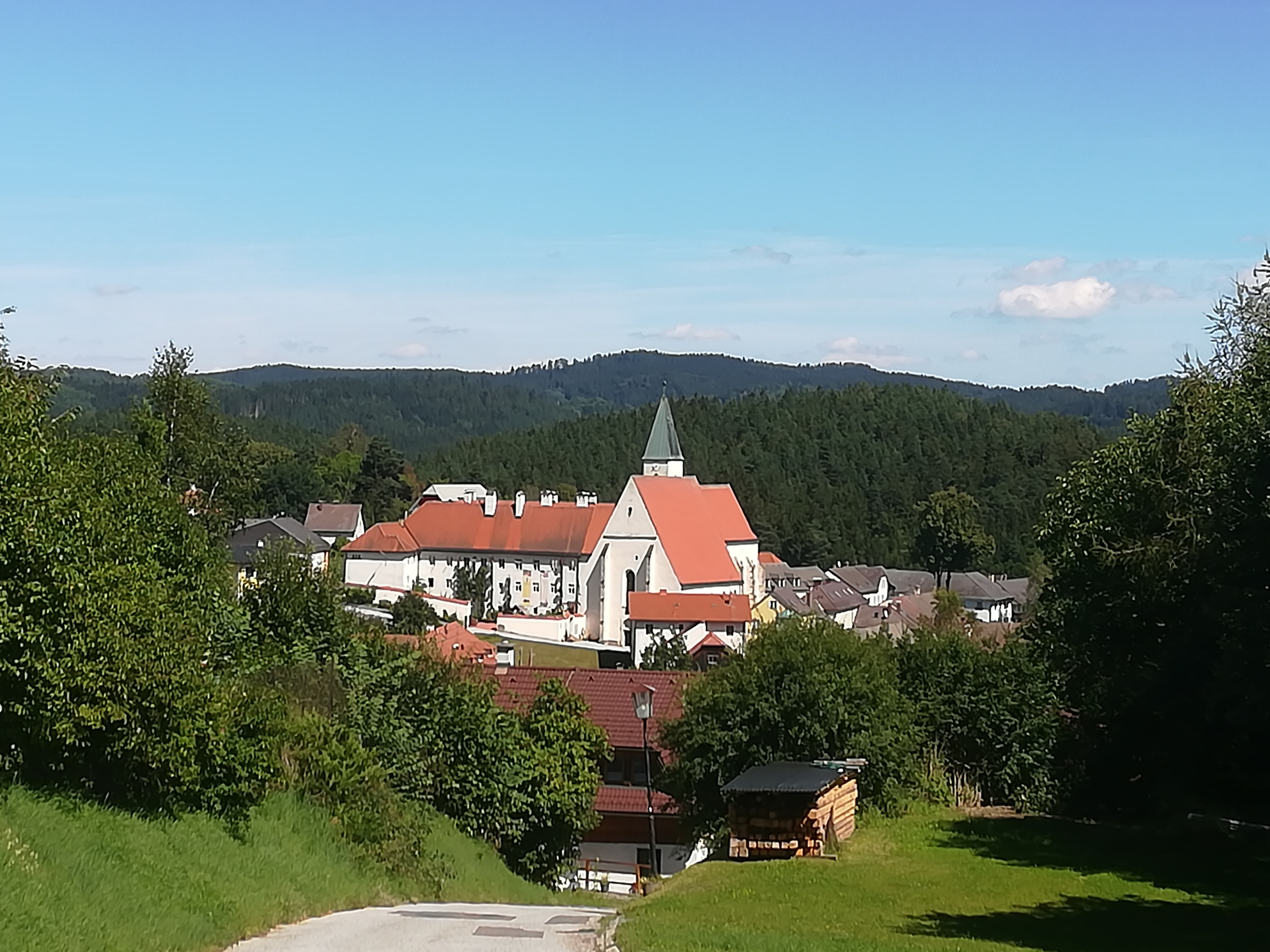
Blick auf Schönbach mit dem ehemaligen Kloster und der Pfarrkirche

Im Jahr 1822 wurde der Ort als Markt mit 25 Häusern genannt, das eine eigene Pfarre und Schule besaß. Die Herrschaft Rappottenstein besaß Ortsobrigkeit, übte die Landgerichtsbarkeit aus, besorgte die Konskription und hatte die zusammen mit der Herrschaft Ottenschlag Grundherrschaft inne.
Mit der Aufhebung der Grundherrschaften wurde der Ort 1849 eine eigenständige Gemeinde. Zu dieser zählten auch noch die Katastralgemeinden Dorfstadt und Lohn sowie die Dörfer Fichtenhöfen, Lengau und Klein-Siegharts, die Rotte Geitenschlag und die Einzellagen Erlhof, Grüblhof, Hühnerbichlhof, Stieglitzmühle und Wiedenhöfen.
Am 1. Jänner 1968 wurden die Gemeinde Pernthon und ein kleiner Teil der Gemeinde Moderberg mit Schönbach zu einer neuen Gemeinde fusioniert. Der größere Teil von Moderberg einschließlich des Hauptortes ging an Traunstein.

### Einwohnerentwicklung
| Schönbach: Einwohnerzahlen von 1869 bis 2025        | Schönbach: Einwohnerzahlen von 1869 bis 2025 | Schönbach: Einwohnerzahlen von 1869 bis 2025 | Schönbach: Einwohnerzahlen von 1869 bis 2025 | Schönbach: Einwohnerzahlen von 1869 bis 2025 |
| --------------------------------------------------- | -------------------------------------------- | -------------------------------------------- | -------------------------------------------- | -------------------------------------------- |
| Jahr                                                |                                              |                                              |                                              | Einwohner                                    |
| 1869                                                | 1869                                         |                                              | 1.236                                        | 1.236                                        |
| 1880                                                | 1880                                         |                                              | 1.213                                        | 1.213                                        |
| 1890                                                | 1890                                         |                                              | 1.196                                        | 1.196                                        |
| 1900                                                | 1900                                         |                                              | 1.202                                        | 1.202                                        |
| 1910                                                | 1910                                         |                                              | 1.118                                        | 1.118                                        |
| 1923                                                | 1923                                         |                                              | 1.166                                        | 1.166                                        |
| 1934                                                | 1934                                         |                                              | 1.134                                        | 1.134                                        |
| 1939                                                | 1939                                         |                                              | 1.148                                        | 1.148                                        |
| 1951                                                | 1951                                         |                                              | 1.033                                        | 1.033                                        |
| 1961                                                | 1961                                         |                                              | 1.054                                        | 1.054                                        |
| 1971                                                | 1971                                         |                                              | 1.069                                        | 1.069                                        |
| 1981                                                | 1981                                         |                                              | 1.031                                        | 1.031                                        |
| 1991                                                | 1991                                         |                                              | 1.036                                        | 1.036                                        |
| 2001                                                | 2001                                         |                                              | 939                                          | 939                                          |
| 2011                                                | 2011                                         |                                              | 858                                          | 858                                          |
| 2021                                                | 2021                                         |                                              | 756                                          | 756                                          |
| 2025                                                | 2025                                         |                                              | 738                                          | 738                                          |
| Quelle(n): Statistik Austria, Gebietsstand 1.1.2021 |                                              |                                              |                                              |                                              |

## Kultur und Sehenswürdigkeiten
- Katholische Pfarrkirche Schönbach in Niederösterreich: Die großartige dreischiffige Hallenkirche (Patrozinium Mariä Lichtmess, Bauzeit 1450–1457) ist bemerkenswert aufgrund ihrer ungewöhnlichen Gewölbe: ein zartes Netzrippengewölbe im Mittelschiff und dreiteilige Rippengewölbe in den Seitenschiffen, die ihre Scheitel an den Arkadenbögen haben. Der Chor ist mit einem feinen Sternrippengewölbe ausgestaltet. Der berühmte spätgotische Schönbacher Flügelaltar um 1500 mit fünf hervorragenden Mittelschreinplastiken und geschnitzten Flügeln ist süddeutsch oder fränkisch. Am Triumphbogen befindet sich das spätgotische Gnadenbild Maria Rast, eine gefühlvolle Madonnenplastik mit segnendem Kind, das Mitte des 15. Jahrhunderts entstanden sein dürfte. Beim linken und rechten Seitenaltar handelt es sich um Flügelaltäre der Donauschule österreichischer Herkunft. Einer der weiteren Seitenaltäre enthält ein beeindruckendes Kruzifix, dessen Jesusfigur mit echtem Haar versehen ist. Die Ausstattung weist weitere qualitätvolle spätgotische und barocke Werke auf.

- Im ehemaligen Hieronymitanerkloster, einem schlichten Barockbau von 1698, befindet sich heute der Pfarrhof.

- Schönbach hat eine Theatergruppe sowie den Sportverein Schönbach United. Jedes Jahr im September findet der Michaelikirtag statt. Sehenswert ist auch das Erlebnismuseum.

## Wirtschaft und Infrastruktur
Nichtlandwirtschaftliche Arbeitsstätten gab es im Jahr 2001 39, land- und forstwirtschaftliche Betriebe nach der Erhebung 1999 133. Die Zahl der Erwerbstätigen am Wohnort betrug nach der Volkszählung 2001 404. Die Erwerbsquote lag 2001 bei 44,4 Prozent.

### Tourismus
Durch Schönbach verlaufen mit dem Nord-Süd-Weitwanderweg und dem Eisenwurzenweg zwei österreichische Weitwanderwege.

### Öffentliche Einrichtungen
In der Gemeinde gibt es eine Tagesbetreuungseinrichtung, einen Kindergarten, eine Volksschule und eine Mittelschule.

## Politik

### Gemeinderat
Im Marktgemeinderat gibt es nach der Gemeinderatswahl vom 26. Jänner 2025 bei insgesamt 15 Sitzen folgende Mandatsverteilung: ÖVP 11 und FPÖ 4.
| Partei | 2025  | 2025    | 2020  | 2020    | 2015  | 2015    | 2010  | 2010    | 2005  | 2005    |
| Partei | %     | Mandate | %     | Mandate | %     | Mandate | %     | Mandate | %     | Mandate |
| ------ | ----- | ------- | ----- | ------- | ----- | ------- | ----- | ------- | ----- | ------- |
| ÖVP    | 73,33 | 11      | 90,82 | 14      | 80,59 | 12      | 84,91 | 13      | 84,09 | 13      |
| SPÖ    | n.k.  | n.k.    | 9,18  | 1       | 19,41 | 3       | 15.09 | 2       | 15,91 | 2       |
| FPÖ    | 26,67 | 4       | n.k.  | n.k.    | n.k.  | n.k.    | n.k.  | n.k.    | n.k.  | n.k.    |

### Bürgermeister
Bürgermeister der Marktgemeinde ist Ewald Fröschl, Vizebürgermeister ist Willibald Kolm, Amtsleiterin ist Sabine Höchtl.

### Städtepartnerschaft
Schönbachs Partnerstadt in Deutschland ist Herborn, das ebenfalls einen Ortsteil namens Schönbach hat.